# Tottington
Tottington is een civil parish in het bestuurlijke gebied Breckland, in het Engelse graafschap Norfolk. In 2001 telde het civil parish 0 inwoners. Tottington komt in het Domesday Book (1086) voor als 'Totintuna'.